# سالابری-دو-ولیفیلد
سالابری-دو-ولیفیلد (به فرانسوی: Salaberry-de-Valleyfield) شهرکی در منطقه شهری بوآرنوا-سالابری ناحیه مونترژی در استان کبک کانادا است. در سرشماری سال ۲۰۱۱ این شهرک ۴۰٬۰۵۶ نفر جمعیت داشته‌است و مساحت آن ۱۰۰٫۹۶ کیلومتر مربع است.